# Aston Villa Football Club 2002-2003
Questa pagina raccoglie i dati riguardanti l'Aston Villa Football Club nelle competizioni ufficiali della stagione 2002-2003.

## Rosa
| N. |                        | Ruolo | Calciatore          |
| -- | ---------------------- | ----- | ------------------- |
| 1  | Finlandia (bandiera)   | P     | Peter Enckelman     |
| 2  | Galles (bandiera)      | D     | Mark Delaney        |
| 3  | Inghilterra (bandiera) | D     | Alan Wright         |
| 4  | Svezia (bandiera)      | D     | Olof Mellberg       |
| 5  | Turchia (bandiera)     | D     | Alpay Özalan        |
| 6  | Inghilterra (bandiera) | C     | Gareth Barry        |
| 7  | Inghilterra (bandiera) | C     | Ian Taylor          |
| 8  | Colombia (bandiera)    | A     | Juan Pablo Ángel    |
| 9  | Inghilterra (bandiera) | A     | Dion Dublin         |
| 10 | Inghilterra (bandiera) | A     | Darius Vassell      |
| 11 | Irlanda (bandiera)     | D     | Steve Staunton      |
| 12 | Germania (bandiera)    | C     | Thomas Hitzlsperger |
| 13 | Paesi Bassi (bandiera) | P     | Stefan Postma       |

| N. |                        | Ruolo | Calciatore        |
| -- | ---------------------- | ----- | ----------------- |
| 14 | Svezia (bandiera)      | A     | Marcus Allbäck    |
| 15 | Ecuador (bandiera)     | D     | Ulises de la Cruz |
| 16 | Inghilterra (bandiera) | A     | Peter Crouch      |
| 17 | Inghilterra (bandiera) | C     | Lee Hendrie       |
| 18 | Inghilterra (bandiera) | C     | Steve Stone       |
| 19 | Croazia (bandiera)     | A     | Boško Balaban     |
| 20 | Marocco (bandiera)     | C     | Mustapha Hadji    |
| 21 | Inghilterra (bandiera) | C     | Jlloyd Samuel     |
| 22 | Marocco (bandiera)     | C     | Hassan Kachloul   |
| 23 | Inghilterra (bandiera) | A     | Michael Boulding  |
| 24 | Inghilterra (bandiera) | D     | Liam Ridgewell    |
| 25 | Inghilterra (bandiera) | A     | Stefan Moore      |

## Statistiche

### Statistiche di squadra
| Competizione   | Punti | In casa | In casa | In casa | In casa | In casa | In casa | In trasferta | In trasferta | In trasferta | In trasferta | In trasferta | In trasferta | Totale | Totale | Totale | Totale | Totale | Totale | DR  |
| Competizione   | Punti | G       | V       | N       | P       | Gf      | Gs      | G            | V            | N            | P            | Gf           | Gs           | G      | V      | N      | P      | Gf     | Gs     | DR  |
| -------------- | ----- | ------- | ------- | ------- | ------- | ------- | ------- | ------------ | ------------ | ------------ | ------------ | ------------ | ------------ | ------ | ------ | ------ | ------ | ------ | ------ | --- |
| Premier League | 45    | 19      | 11      | 2       | 6       | 25      | 14      | 19           | 1            | 7            | 11           | 17           | 33           | 38     | 12     | 9      | 17     | 42     | 47     | -5  |
| FA Cup         | -     | 1       | 0       | 0       | 1       | 1       | 4       | 0            | 0            | 0            | 0            | 0            | 0            | 1      | 0      | 0      | 1      | 1      | 4      | -3  |
| League Cup     | -     | 3       | 2       | 0       | 1       | 11      | 4       | 1            | 1            | 0            | 0            | 3            | 0            | 4      | 3      | 0      | 1      | 14     | 4      | +10 |
| Totale         | -     | 23      | 13      | 2       | 8       | 37      | 22      | 20           | 2            | 7            | 11           | 20           | 33           | 43     | 15     | 9      | 19     | 57     | 55     | +2  |